# ヴァレリー・ガザエフ
ヴァレリー・ゲオルギエヴィッチ・ガザエフ（オセット語: Гæззаты Валерæ; родился、ロシア語: Валерий Георгиевич Газзаев、1954年8月7日 - ）は、ロシア出身のオセット人の元ソビエト連邦代表サッカー選手、サッカー指導者である。

## 来歴
選手時代はストライカーとして、スパルタク・オルゾニキーゼ（現FCアラニア・ウラジカフカス）、SKAロストフ・ナ・ドヌ、ロコモティフ・モスクワ、ディナモ・モスクワ、ディナモ・トビリシでプレイした。ソ連リーグ通算283試合出場89ゴール、1984年にはディナモ・モスクワでソ連カップを獲得した。
ソ連代表では、U-23代表として1976年U-23欧州選手権に優勝。オリンピック代表として1980年モスクワ夏季オリンピックで銅メダルを獲得。A代表では8試合に出場して4ゴールを挙げた。
1986年に引退後は指導者に転進し、まず最初はディナモ・モスクワのユースチームで指導にあたり、その後プロクラブの監督となった。最初の大きな成果は1995年のアラニア・ウラジカフカスのロシアリーグ優勝であった。CSKAモスクワでは3回のリーグ優勝に導き、2004-2005シーズンにはUEFAカップで優勝した。2002年から2003年まではロシア代表監督も務めた。
2008年7月10日、契約は2011年まで残っているが、2008年シーズンのロシア・リーグ終了後にCSKAモスクワの監督を退任すると発表した。 退任の理由は、心身の疲労だという。
2009年5月、2009-2010シーズンよりFCディナモ・キーウ監督就任を発表するも、2010年10月1日に辞任。
2011年1月、アラニア・ウラジカフカスの会長に就任。

## 人物
- 息子ウラジミールは、父が会長を務めているアラニア・ウラジカフカスの監督。
- かつて、クリリヤ・ソヴェトフ・サマーラを率いていたユーリ・ガザエフ（Yuri GAZZAEV、1960年11月27日 - ）は、いとこである。

## 所属クラブ
- スパルタク・オルゾニキーゼ・ユース 1966-1969
- スパルタク・オルゾニキーゼ 1970-1973
- FC SKAロストフ・ナ・ドヌ 1974
- スパルタク・オルゾニキーゼ 1975
- FCロコモティフ・モスクワ 1976-1978
- FCディナモ・モスクワ 1979-1985
- FCディナモ・トビリシ 1986

## 指導歴
- スパルタク・オルゾニキーゼ 1989-1991
- ディナモ・モスクワ 1991-1993
- アラニア・ウラジカフカス 1994-1999
- ディナモ・モスクワ 1999-2001
- CSKAモスクワ 2001-2003
- U-21ロシア代表 2001-2002
- ロシア代表 2002-2003
- CSKAモスクワ 2004-2008
- ディナモ・キエフ 2009-2010
- FCアラニア・ウラジカフカス 2012-2013

## タイトル

### 選手時代
ディナモ・モスクワ
- ソ連カップ：1回 (1984)

### 監督時代
アラニア・ウラジカフカス
- ロシアリーグ：1回 (1995)

CSKAモスクワ
- ロシアリーグ：3回 (2003, 2005, 2006)
- ロシアカップ：4回 (2002, 2005, 2006, 2008)
- UEFAカップ：1回 (2005)

ディナモ・キエフ
- ウクライナスーパーカップ：1回 (2009)

### その他
- ロシア友好勲章
- ロシア栄誉勲章